# حوري (سويسرا)
حوري (بالألمانية: Höri) هي إحدى بلديات مقاطعة بولاخ في كانتون زيورخ في سويسرا. تبلغ مساحتها 4.85 كيلومتر مربع، ويقدر عدد سكانها بـ 2738 نسمة (حسب تعداد ديسمبر 2017).